# Бартошек из Драгониц
Бартошек из Драгониц (чеш. Bartošek z Drahonic, нем. Bartossius von Drahonitz, лат. Bartossius de Drahonice; 1380 или 1385 — не ранее 1443) — чешский рыцарь и летописец, активный участник гуситских войн, автор латинской «Хроники», охватывающей период с 1419 до 1443 год.

## Биография

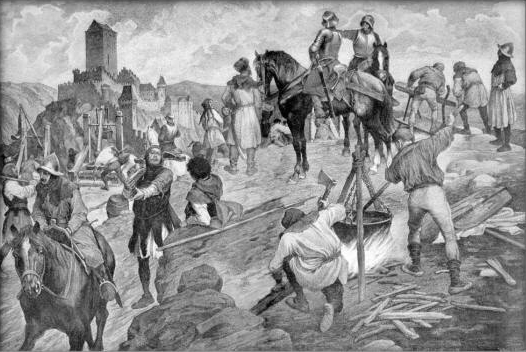
Осада Карлштейна гуситами. Худ. Венцеслав Черны

Происходил из семьи мелкопоместных чешских феодалов, издавна владевших землями в области Карлштейн. Имея рыцарское звание, принимал активное участие в войнах с гуситами с самого их начала, сражаясь против них на стороне императора и католиков. В 1421 году участвовал в обороне Пражского Града. После отступления армии императора защищал замок Карлштейн, куда из Пражского Града перевезли сокровища королей Чехии. В 1426 году из-за болезни глаз подал в отставку по состоянию здоровья.
«Хроника Бартошека из Драгониц» была написана им на латинском языке, возможно, в поместье близ Карлштейна, состоит из 85 глав и излагает события с 1419 по 1443 год. Автор её беспристрастно описывает в основном то, что видел и слышал сам. Несмотря на то, что Бартошек воевал на стороне императора, он беспристрастен по отношению к гуситам. Его хроника часто подвергалась критике, называлась «примитивной», так как не выражала определённой политической позиции её автора, не имевшего вдобавок никаких литературных талантов. С другой стороны, она является практически единственным нарративным источником по истории гуситских войн после внезапного окончания в начале 1422 года «Гуситской хроники» Лаврентия из Бржезовой.
В «Хронике» также содержатся короткие сообщения на чешском и латинском языках об отдельных годах с 1310 по 1464 год, некоторые из которых, вероятно, также принадлежат Бартошеку. Советский историк-медиевист А. Д. Люблинская на основании этого называла годом смерти Бартошека 1464-й, однако современные чешские исследователи полагают, что он умер не позже 1445 года.
Хроника сохранилась в единственной рукописи XV века из собрания Национальной библиотеки Чехии (MS  XIX.A.50), впервые была опубликована в 1764 году Геласием Добнером в I томе «Мonumenta Historiae Bohemiae» (стр. 130—218) и в 1893 году переиздана Ярославом Голлом в 5-м томе «Fontes rerum Bohemicarum» под редакцией Йозефа Эмлера (стр. 589—628).